# Mirza Ghulam Ahmad
Mirza Ghulam Ahmad (Qadian, Punjab, India - 13 de febrero de 1835 - Lahore 26 de mayo de 1908) fue un líder religioso indio y el fundador de la Comunidad Ahmadía, un movimiento islámico. Afirmó que había sido divinamente designado como el prometido Mesías y Mahdi -que es la metafórica segunda venida de Jesús (mathīl-iʿIsā), en cumplimiento de las profecías de los últimos días del islam, así como el Mujaddid (resucitación del centenario) del 14 siglo islámico.
Nacido en 1835 en una familia de Rais en Qadian, Ghulam Ahmad emergió como escritor y polemista del Islam. Cuando tenía poco más de cuarenta años, su padre murió y por entonces creía que Dios empezó a comunicarse con él. En 1889, tomó una  promesa de lealtad de cuarenta de sus fieles en Ludhiana y formó una comunidad de seguidores sobre lo que él afirmaba que era instrucción divina, estipulando diez condiciones de iniciación, un evento que marca el establecimiento del movimiento Ahmadiyya. La misión del movimiento, según él, era el restablecimiento de la unidad absoluta de Dios, el renacimiento del Islam a través de la reforma moral de la sociedad según los ideales islámicos, y la propagación global del Islam en su forma prístina. A diferencia de la visión cristiana e islámica dominante de Jesús (o Isa), vivo en el cielo para regresar hacia el final de los tiempos, Ghulam Ahmad afirmó que de hecho había sobrevivido a la crucifixión y  murió de muerte natural. Viajó extensamente por el Punyab predicando sus ideas religiosas y consiguió apoyo combinando un programa reformista con sus revelaciones personales que afirmaba recibir de Dios, atrayendo así un considerable número de seguidores durante su vida, así como una considerable hostilidad, en particular de los musulmanes Ulema. Se sabe que participó en numerosos debates públicos y diálogos con misioneros cristianos, eruditos musulmanes y revivificadores hindúes.
Ghulam Ahmad fue un autor prolífico y escribió más de noventa libros sobre varios temas religiosos, teológicos y morales entre la publicación del primer volumen de Barahin-e-Ahmadiyya'. (Las Pruebas del Islam, su primera obra importante) en 1880 y su muerte en mayo de 1908. Muchos de sus escritos tienen un tono polémico y apologético a favor del islam, buscando establecer su superioridad como religión a través de la argumentación racional, a menudo articulando sus propias interpretaciones de las enseñanzas islámicas.  Abogó por una propagación pacífica del Islam y argumentó enfáticamente contra la permisibilidad de la la Jihad militar en las circunstancias que prevalecen en la época actual. En el momento de su muerte, se estima que había reunido unos 400.000 seguidores, especialmente en las antiguas Provincias Unidas de la India Británica, el Punjab y el Sind. y había construido una organización religiosa dinámica con un cuerpo ejecutivo y su propia imprenta. Después de su muerte fue sucedido por su compañero cercano Hakeem Noor-ud-Din que asumió el título de Califato Ahmadía (sucesor del Mesías).
Aunque Ghulam Ahmad es venerado por los musulmanes ahmadíes como el Mesías prometido y Imām Mahdi, Mahoma sigue siendo la figura central del islam ahmadí. La afirmación de Ghulam Ahmad de ser un subordinado (ummati) profeta "dentro" del Islam ha seguido siendo un punto central de controversia entre sus seguidores y la corriente principal de musulmanes, que creen que Mahoma es el último profeta.

## Linaje y familia
El linaje de Mirza Ghulam Ahmad a través de sus antepasados se remonta a Mirza Hadi Beg, un descendiente de la Mughal tribu de Barlas. 1530 Mirza Hadi Beg emigró de Samarkanda (actual Uzbekistán) junto con un séquito de doscientas personas formado por su familia, sirvientes y seguidores. viajando a través de Samarkanda, finalmente se establecieron en el Punjab, India, donde Mirza Hadi fundó el pueblo conocido hoy como Qadian durante el reinado del emperador mogol Babur, su pariente lejano.  La familia era conocida como mogoles en los registros del gobierno británico de la India, probablemente debido a las altas posiciones que ocupaba en el imperio mogol y sus cortes. A Mirza Hadi Beg se le concedió un Jagir de varios cientos de aldeas y fue nombrado el Cadí (juez) de Qadian y el distrito circundante.  Se dice que los descendientes de Mirza Hadi ocuparon posiciones importantes dentro del imperio Mughal y consecuentemente fueron los jefes de Qadian.

## Vida

### Primeros años y educación
Mirza Ghulam Ahmad nació el 13 de febrero de 1835 en Qadian, Punjab, el hijo sobreviviente de gemelos nacidos en una familia mogol acomodada. Él nació en el Imperio Sikh bajo Maharajá Ranjit Singh. Aprendió a leer el texto árabe del Corán y estudió la gramática árabe básica y la lengua persa con un profesor llamado Fazil-e-Illahi. A la edad de diez años, aprendió de un maestro llamado Fazl Ahmad. Otra vez a la edad de diecisiete o dieciocho años, aprendió de un maestro llamado Gul Ali Shah. Además, también estudió algunos trabajos de medicina de su padre, Mirza Ghulam Murtaza, que era médico.
De 1864 a 1868, por deseo de su padre, Ghulam Ahmad trabajó como oficinista en Sialkot, donde entró en contacto con los misioneros cristianos con los que frecuentemente se enfrentó. Después de 1868, volvió a Qadian, por deseo de su padre, donde se le confió el cuidado de algunos asuntos de la propiedad. Durante todo este tiempo, Ahmad fue conocido como un recluso social porque pasaba la mayor parte de su tiempo en reclusión estudiando libros religiosos y rezando en la mezquita local. A medida que pasaba el tiempo, empezó a comprometerse más con los misioneros cristianos, particularmente en la defensa del Islam contra sus críticas. A menudo se enfrentaba a ellos en debates públicos, especialmente los que tenían lugar en la ciudad de Batala.
En 1886, ciertos líderes del Arya Samaj mantuvieron una discusión y debate con Ghulam Ahmad sobre la veracidad del Islam y pidieron una señal para probar que el islam era una religión viva. Con el fin de dedicar oraciones especiales para este propósito y para buscar más orientación divina, Ghulam Ahmad viajó a Hoshiarpur sobre lo que él afirmó era instrucción divina. Aquí, pasó cuarenta días en reclusión, una práctica conocida como chilla-nashini (práctica espiritual de penitencia y soledad en el sufismo conocida sobre todo en la India). Viajó acompañado por tres compañeros a la pequeña casa de dos pisos de uno de sus seguidores y se quedó solo en una habitación donde sus compañeros le llevaban comida y se iban sin hablarle mientras él rezaba y contemplaba. Solo salía de la casa los viernes y utilizaba una mezquita abandonada para las oraciones del viernes. Es durante este período que declaró que Dios le había dado la buena nueva de un hijo ilustre.

### La toma del "Bay'ah

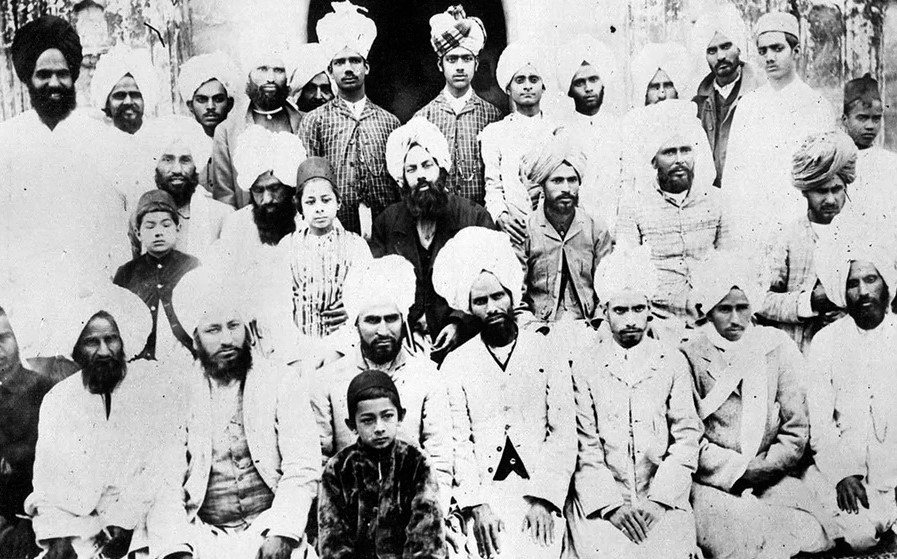
Mirza Ghulam Ahmad (sentado en el centro) con algunos de sus compañeros en Qadian en 1899

Ghulam Ahmad reclamó el nombramiento divino como reformador ya en 1882, pero no tomó ningún compromiso de lealtad o iniciación. En diciembre de 1888, Ahmad anunció que Dios había ordenado que sus seguidores entraran en un Bay'a con él y le juraran lealtad. En enero de 1889, publicó un panfleto en el que establecía diez condiciones o cuestiones a las que el iniciado se atendría durante el resto de su vida. El 23 de marzo de 1889, fundó la comunidad ahmadi tomando un compromiso de cuarenta seguidores. El método formal de unirse al movimiento Ahmadiyya incluía unir las manos y recitar una promesa, aunque el contacto físico no siempre era necesario. Este método de lealtad continuó durante el resto de su vida y después de su muerte por sus sucesores.

### Su reclamo
Mirza Ghulam Ahmad proclamó que él era el Mesías Prometido y Mahdi. Afirmó ser el cumplimiento de varias profecías encontradas en las religiones del mundo con respecto a la segunda venida de sus fundadores. Los seguidores de Mirza Ghulam Ahmad dicen que nunca afirmó ser el mismo Jesús físico que vivió diecinueve siglos antes. Mirza Ghulam Ahmad afirmó que Jesús murió de muerte natural, en contradicción con la visión musulmana tradicional de la ascensión física de Jesús al cielo y la creencia cristiana tradicional de la crucifixión de Jesús. Afirmaba en sus libros que había una decadencia general de la vida islámica y una necesidad imperiosa de un mesías. Argumentó que, así como Jesús había aparecido en el siglo XIV después de Moisés, el mesías prometido, es decir, el Mahdi, también debe aparecer en el siglo XIV después de Mahoma.
En el libro "Tazkiratush-Shahadatain", escribió sobre el cumplimiento de varias profecías. En él, enumeró una variedad de profecías y descripciones tanto del Corán como de los Hadices relativas al advenimiento del Mahdi y las descripciones de su época, que se atribuyó a sí mismo y a su edad. Entre ellas figuran afirmaciones de que fue descrito físicamente en los hadices y manifestó otros signos diversos, algunos de ellos son de mayor alcance, como el hecho de que se centran en los acontecimientos mundiales que llegan a ciertos puntos, ciertas condiciones dentro de la comunidad musulmana y diversas condiciones sociales, políticas, económicas y físicas.

### Reclamaciones posteriores
Con el tiempo, la afirmación de Mirza Ghulam Ahmad de ser el Mujaddid (reformador) de su época se hizo más explícita. En uno de sus más conocidos y alabados trabajos, Barahin-e-Ahmadiyya, un trabajo voluminoso, afirmaba ser el Mesías del Islam. Los musulmanes han mantenido que Jesús volverá en la carne durante la última época. Mirza Ghulam Ahmad, por el contrario, afirmó que Jesús había sobrevivido de hecho a la crucifixión y murió de viejo mucho más tarde en Cachemira, donde había emigrado. Según Mirza Ghulam Ahmad, el Mahdi prometido era una referencia simbólica a un líder espiritual y no un líder militar en la persona de Jesucristo como creen muchos musulmanes. Con esta proclamación, también rechazó la idea de una Jihad armada y argumentó que las condiciones para tal Jihad no están presentes en esta época, que requiere defender el islam con la pluma y la lengua pero no con la espada. Mirza Ghulam Ahmad escribió dos libros llamados "Tuhfa e qaisariah" y "Sitara e Qaisaria" en los que invitaba a la Reina Victoria a abrazar el islam y abandonar el cristianismo.

### Reacción de los eruditos religiosos
Algunos sabios religiosos se volvieron contra él, y fue a menudo tachado de hereje, pero muchos otros Ulemas lo alabaron como Syed Ahmed Khan, Abul Kalam Azad entre muchos otros que lo alabaron por su defensa del Islam. Después de su muerte, los opositores lo acusaron de trabajar para el Gobierno Británico debido a la terminación de la Jihad armada, ya que sus afirmaciones de ser el Mahdi se hicieron más o menos al mismo tiempo que las del Mahdi de Sudán (Muhammad Ahmad).
Después de su afirmación de ser el Mesías y el Mahdi prometidos, uno de sus adversarios preparó una Fatwa (decreto) de incredulidad contra Mirza Ghulam Ahmad, declarándolo un Kafir (incrédulo), un engañador y un mentiroso. El decreto permitió matarlo a él y a sus seguidores. Fue llevado por toda la India y firmado por unos doscientos eruditos religiosos.
Algunos años más tarde, un prominente líder y erudito musulmán, Ahmed Raza Khan, viajaría al Hejaz para recoger las opiniones de los eruditos religiosos de La Meca y Madina. Recopiló estas opiniones en su obra "Hussam ul Harmain" (La espada de dos santuarios "en el punto de matanza de la blasfemia y la falsedad"), en ella, Ghulam Ahmad fue etiquetado de nuevo como un apóstata. El consenso unánime de unos treinta y cuatro eruditos religiosos fue que las creencias de Ghulam Ahmad eran blasfemas y equivalían a la apostasía y que debía ser castigado con prisión y, si era necesario, con la ejecución.

### Viaje a Delhi

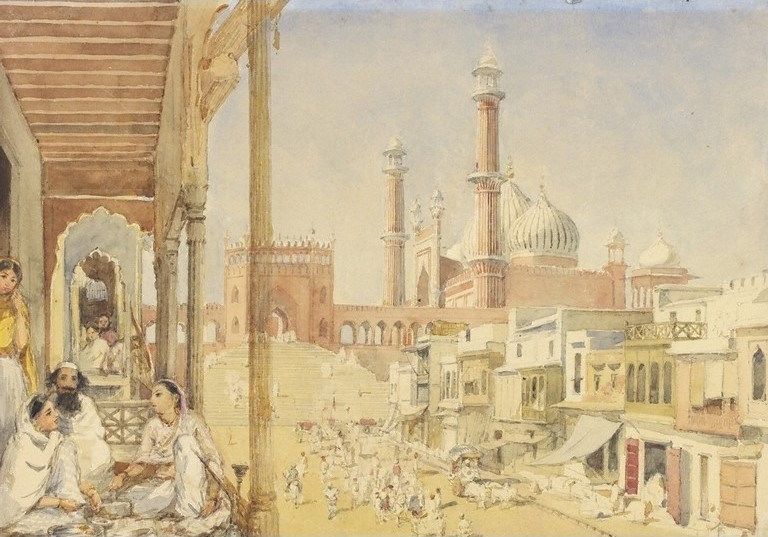
Jama Masjid, Delhi, 1852, William Carpenter

Ghulam Ahmad fue a Delhi, que en ese momento se consideraba un centro de aprendizaje religioso y hogar de muchos líderes religiosos prominentes, en 1891, con la intención de distinguir lo que él creía que era la verdad de la falsedad. Publicó un anuncio en el que invitaba a los eruditos a aceptar su afirmación y a participar en un debate público con él sobre la vida y la muerte de Jesús en el islam. (Jesús), en particular Maulana Syed Nazeer Husain (1805-1901), que era un destacado erudito religioso. También propuso tres condiciones esenciales para tal debate: que hubiera una presencia policial para mantener la paz, que el debate fuera por escrito (con el propósito de registrar lo que se dijera), y que el debate fuera sobre el tema de la muerte de Jesús.
Finalmente, se llegó a un acuerdo, y Ghulam Ahmad viajó al Jama Masjid (mezquita principal) de Delhi acompañado por doce de sus seguidores, donde se reunieron unas 5000 personas. Antes de que comenzara el debate, hubo una discusión sobre las condiciones, que llevó a la conclusión de que el debate no debía ser sobre la muerte de Jesús, sino sobre las afirmaciones de Mirza Ghulam Ahmad. Explicó que su afirmación solo podía discutirse después de que se demostrara la muerte de Jesús, ya que muchos consideraban que Jesús estaba vivo y que él mismo descendería a la Tierra. Solo cuando esta creencia fue refutada se pudo discutir su afirmación de ser el Mesías.
Sobre esto, hubo un clamor entre las multitudes, y Mirza Ghulam Ahmad fue informado de que la otra parte alegaba que estaba en desacuerdo con las creencias islámicas y que era un incrédulo; por lo tanto, no era apropiado debatir con él a menos que aclarara sus creencias. Ghulam Ahmad escribió sus creencias en un pedazo de papel y lo hizo leer en voz alta, pero debido al clamor de la gente, no pudo ser escuchado. Viendo que la multitud se estaba descontrolando y que la violencia era inminente, el superintendente de policía dio órdenes de dispersar a la audiencia, y el debate no tuvo lugar. Sin embargo, unos días más tarde se celebró un debate escrito entre Mirza Ghulam Ahmad y Maulwi Muhammad Bashir de Bhopal, que se publicó posteriormente.
Se sabe que Ghulam Ahmad ha viajado extensamente por el norte de la India durante este período de su vida y que ha celebrado varios debates con influyentes líderes religiosos.

### Reto a los oponentes
Ghulam Ahmad publicó un libro llamado El Decreto Celestial, en el que desafió a sus oponentes a un "duelo espiritual" en el que la cuestión de si alguien era musulmán o no sería resuelta por Dios sobre la base de los cuatro criterios establecidos en el Corán, a saber, que un perfecto creyente recibirá con frecuencia buenas noticias de Dios, que se le dará la conciencia de los asuntos y eventos ocultos del futuro de Dios, que la mayoría de sus oraciones se cumplirán y que superará a otros en la comprensión de los nuevos puntos más finos, sutilezas y significados más profundos del Corán.

### El eclipse de Sol y de Luna
Después de anunciar su afirmación de ser el Mesías y el Mahdi, sus oponentes exigieron que produjera el "signo celestial" detallado en la tradición atribuida al imán del siglo VII Muhammad al-Baqir, también conocido como Muhammad bin Ali, en el que se afirma un cierto signo sobre la aparición del Mahdi:

Para nuestro Mahdi, hay dos signos que nunca han sucedido desde que la tierra y los cielos fueron creados, es decir, la luna se eclipsará en la primera de las noches posibles del mes de Ramadán y el sol se eclipsará en medio de los posibles días del mes de Ramadán.
Dar Qutni Vol. 1, página 188

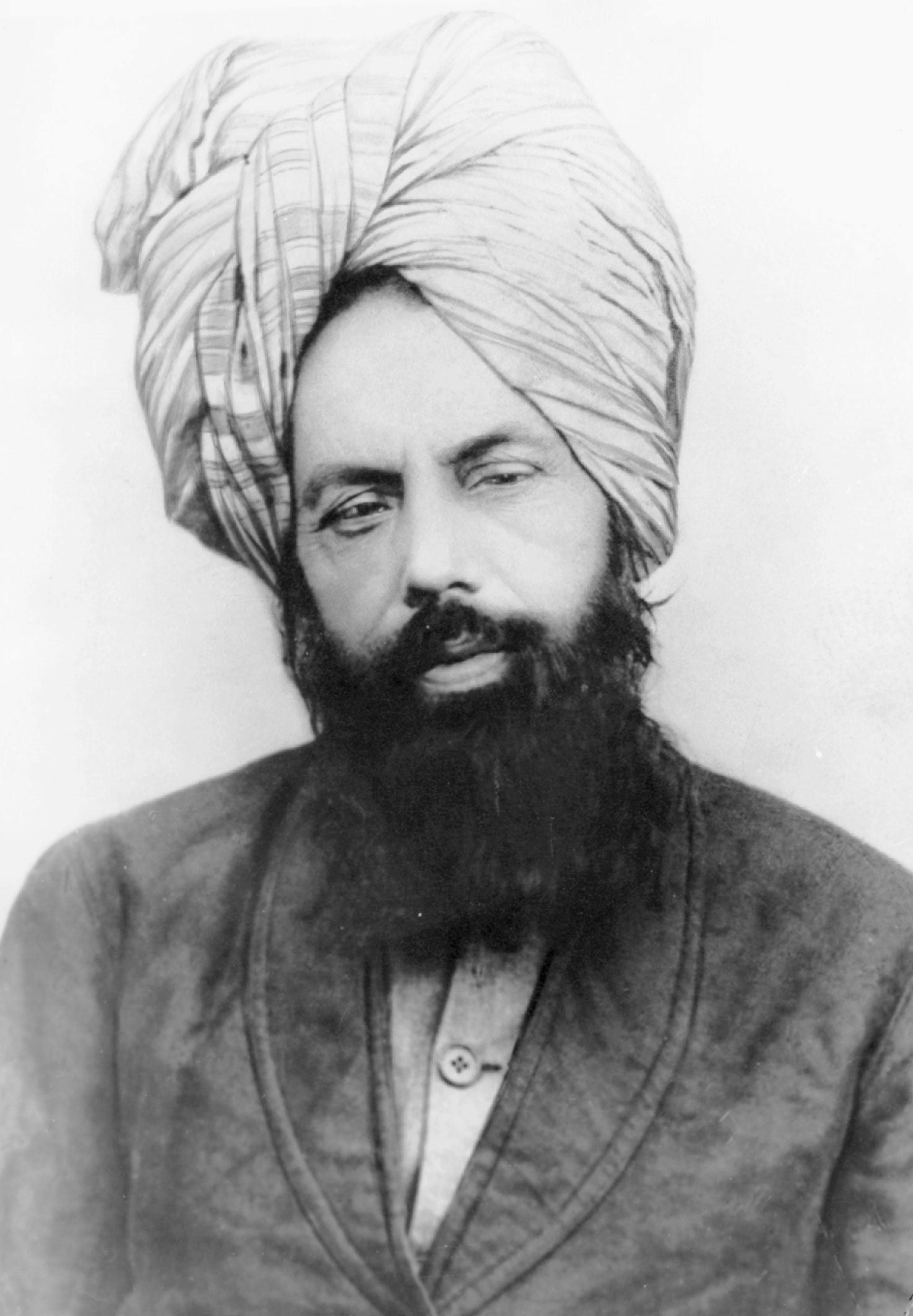
Mirza Ghulam Ahmad en 1897

Los ahmadíes sostienen que esta profecía se cumplió en 1894 y de nuevo en 1895, unos tres años después de que Ghulam Ahmad se proclamara como el Mahdi y el Mesías prometidos, con el eclipse lunar y solar durante el mes de Ramadán, según la interpretación de la profecía por parte de los ahmadíes. Ghulam Ahmad declaró que esto era un signo de su verdad y que cumplía con la tradición o la profecía. Los eclipses que son un signo del Mahdi también se mencionan específicamente en las Cartas de Rabbani por Ahmad Sirhindi. [cita requerida]
Los registros históricos científicos indican que estos eclipses ocurrieron en las siguientes fechas:
| Eclipse                | Fecha                                       |
| ---------------------- | ------------------------------------------- |
| Eclipse lunar parcial  | 21 de marzo de 1894 - 2pm GMT (7pm)         |
| Eclipse solar híbrido  | 6 de abril de 1894 - 4am-7am GMT (9am-11am) |
| Eclipse total de Luna  | 11 de marzo de 1895 - 03:39 GMT             |
| Eclipse parcial de Sol | 23 de marzo de 1895 - 10:10 GMT             |

### Demanda judicial
En 1897, un misionero cristiano, Henry Martyn Clark, presentó una demanda por intento de asesinato contra Ahmad en la corte del distrito. El capitán Montagu William Douglas en la ciudad de Ludhiāna. El cargo que se le imputaba era que contrató a un hombre llamado Abdul Hameed para asesinar a Clark. Sin embargo, no fue detenido por la policía y fue declarado inocente por el entonces magistrado capitán Douglas.

### El sermón revelado
En 1900, con motivo del festival de Eid al-Adha, se dice que pronunció un sermón extempore en árabe de una hora de duración en el que expuso el significado y la filosofía del sacrificio. Este episodio se celebra como uno de los acontecimientos importantes de la historia de Ahmadiyya. El sermón fue escrito simultáneamente por dos de sus compañeros y llegó a conocerse como el Khutba Ilhamiyya, el sermón revelado o inspirado. La literatura de Ahmadiyya afirma que durante este sermón, hubo un cambio en su voz, apareció como en un trance, en el agarre de una mano invisible, y como si una voz de lo desconocido lo hubiera hecho su portavoz. Después de que el sermón terminó, Ahmad cayó en el "Sajdah de agradecimiento", seguido por el resto de la congregación, como un signo de gratitud hacia Dios.
Ahmad escribió más tarde:

Era como una fuente oculta que brotaba y no sabía si era yo quien hablaba o un ángel que hablaba a través de mi lengua. Las frases estaban siendo pronunciadas y cada frase era una señal de Dios para mí.
Mirza Ghulam AhmadHaqeeqatul-Wahi

### Desafío a John Alexander Dowie

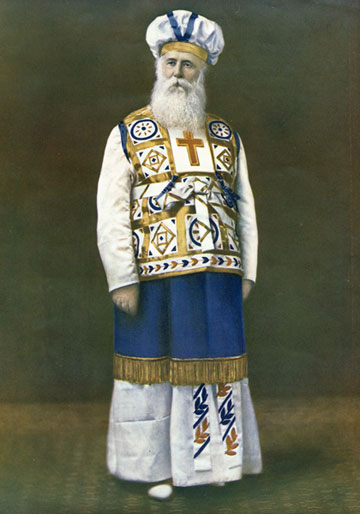
Alexander Dowie en sus ropas como "Elías el restaurador"

En 1899, un clérigo americano nacido en Escocia John Alexander Dowie se proclamó precursor de la segunda venida de Cristo. Ghulam Ahmad intercambió una serie de cartas con él entre 1903 y 1907. Ghulam Ahmad lo desafió a un duelo de plegarias, donde ambos llamarían a Dios para que expusiera al otro como un falso profeta. Ghulam Ahmad declaró:

La mejor manera de determinar si el Dios de Dowie es verdadero o nuestro, es que el Sr. Dowie deje de hacer profecías sobre la destrucción de todos los musulmanes. En vez de eso, debería tenerme a mí solo en su mente y rezar para que si uno de nosotros está inventando una mentira, muera antes que el otro.
Ghulam Ahmad

Dowie rechazó el desafío. llamando a Mirza Ghulam Ahmad el "tonto Mesías mahometano".[cita requerida]
Ghulam Ahmad profetizó:

Aunque se esfuerce al máximo en huir de la muerte que le espera, su huida de tal contienda no será nada menos que la muerte para él; y la calamidad sin duda alcanzará a su Sión, ya que deberá soportar las consecuencias de la aceptación del desafío o de su rechazo. Partirá de esta vida con gran dolor y tormento durante mi vida.[cita requerida]

El desafío del "duelo de oración" fue hecho por Mirza en septiembre de 1902. El Diccionario de Biografía Americana afirma que después de haber sido depuesto durante una revuelta en la que estuvo involucrada su propia familia, Dowie se esforzó por recuperar su autoridad a través de los tribunales de justicia sin éxito y que pudo haber sido víctima de alguna forma de manía, ya que sufrió alucinaciones durante su última enfermedad. Dowie murió antes que Mirza, en marzo de 1907.

### Encuentro con los Agapemonites
En septiembre de 1902, el reverendo John Hugh Smyth-Pigott (1852-1927) se proclamó a sí mismo como el Mesías y también afirmó ser Dios mientras predicaba en la Iglesia conocida como "El Arca de la Alianza" en Clapton, Londres. Esta iglesia fue construida originalmente por los agapemonitas, un movimiento religioso fundado por el sacerdote anglicano Henry James Prince.
Cuando la noticia de su reclamación llegó a la India, Mufti Muhammad Sadiq, un discípulo de Mirza Ghulam Ahmad, se enteró y escribió a Pigott informándole de la reclamación de Ahmad y solicitando más información sobre su propia reclamación. Pigott no respondió directamente, pero se recibió una carta de su secretaria junto con dos anuncios, uno con el título "El Arca de Noé".
Mirza Ghulam Ahmad escribió a Pigott informándole de que una proposición tan blasfema no le convenía al hombre, y que en el futuro debería abstenerse de hacer tales afirmaciones, o sería destruido. Este mensaje fue enviado en noviembre de 1902.
Los periódicos de América y Europa publicaron la notificación de Mirza Ghulam Ahmad.
Joshua Schwieso, un sociólogo, dice:

Podemos ver rastros de las actividades de Agapemone en la India en 1902 ... en este mismo año otro reclamante del mesiazgo en la India, Mirza Ghulam Ahmad, jefe de Qadian, Punjab, publicó un anuncio en el que se advertía a Pigott que ... si no se abstenía de reclamar la divinidad entonces sería inmediatamente destruido/vertido en polvo y huesos.
Dr Joshua SchwiesoReclusos ilusos, salvajes frenéticos y comunistas: Un estudio sociológico de la Agapemone, una secta de los Milenarios Apocalípticos Victorianos, pg. 171

Tadhkirah, un libro que comprende una colección de las revelaciones verbales, sueños y visiones avaladas por Mirza Ghulam Ahmad, contiene una profecía sobre Pigott:
"20 de noviembre (jueves)
Al rezar con concentración sobre Pigott, el Mesías Prometido (como) vio en un sueño algunos libros sobre los que se escribió tres veces: Tasbeeh, Tasbeeh, Tasbeeh [La santidad pertenece a Alá], y luego recibió una revelación:

Alá es severo en la retribución. No están actuando con rectitud. Mirza Ghulam Ahmad Tazkirah, pág. 531.

Mirza Ghulam Ahmad explicó entonces esta revelación:

Esta revelación indicó que la condición actual de Pigott no es buena o que no se arrepentiría en el futuro. También puede significar que no creería en Dios o que lo que ha hecho al decir tal mentira contra Dios y planear contra él, no es bueno. La parte "Alá es severo en la retribución" muestra que su fin estará condenado y será afligido por el castigo de Dios. De hecho, es algo muy atrevido afirmar que es Dios."
Mirza Ghulam AhmadTazkirah, pg. 567

Los que escucharon la afirmación de Pigott inicialmente reaccionaron inmediatamente con ira y violencia, haciendo imposible que se quedara en Londres. Pigott se mudó entonces a Spaxton, en Somerset.
Los investigadores han comentado que después del traslado a Spaxton; 

el extravagante Mesías de Clapton se convirtió en el tranquilo y gentil pastor de Spaxton Donald McCormick El Templo del Amor, 1962, p. 97, The Citadel Press, Nueva York

y eso: 

Smyth-Pigott había aprendido la lección en Clapton, que la opinión del mundo exterior aún contaba y no tenía ningún deseo de enfrentar en Somersetshire el tipo de manifestaciones que había soportado en Londres ... Cuando (él) condujo a través del pueblo adoptó el papel mundano de un escudero benigno en lugar del del Mesías.
Donald McCormick The Temple of Love, 1962, p. 95, The Citadel Press, New York

Una placa inscrita en latín que se encontró entre sus pertenencias personales decía: "Homo Sum". Humani Nihil A Me Alienum Puto". La traducción de este texto registrada en la parte posterior del péndulo dice: "Soy un hombre. Nada parecido a la Humanidad lo considero ajeno a mí".
Smyth-Piggot (que murió en 1927) nunca más reclamó la divinidad durante la vida de Mirza Ghulam Ahmad.

### Último día
Hacia finales de 1907 y principios de 1908, Mirza Ghulam Ahmad afirmó haber recibido numerosas revelaciones que le informaban de su inminente muerte. En abril de 1908, viajó a Lahore con su familia y compañeros. Aquí, dio muchas conferencias. Se organizó un banquete para los dignatarios donde Ghulam Ahmad, a petición, habló durante unas dos horas explicando sus afirmaciones, enseñanzas y hablando en refutación de las objeciones planteadas contra su persona; aquí, predicó la reconciliación entre hindúes y musulmanes. Terminó de escribir su último trabajo, titulado "Mensaje de Paz", un día antes de su muerte.

### Muerte
Ahmad estaba en Lahore en la casa del Dr. Syed Muhammad Hussain (que también era su médico), cuando, el 26 de mayo de 1908, murió como resultado de disentería. Su cuerpo fue posteriormente llevado a Qadian y enterrado allí; había afirmado previamente que un ángel le había dicho que sería enterrado allí.

## Matrimonios e hijos

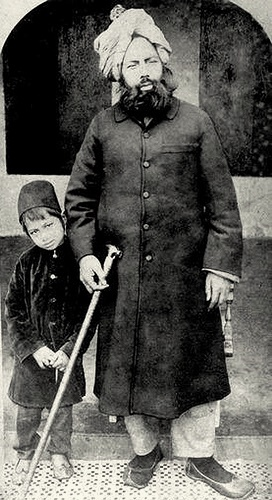
Mirza Ghulam Ahmad con su hijo, Mirza Sharif Ahmad

Mirza Ghulam Ahmad se casó dos veces. Su primera esposa fue su prima paterna Hurmat Bibi. Más tarde, se separaron y vivieron separados durante mucho tiempo. En el momento de su segundo matrimonio, Hurmat Bibi le dio permiso para vivir con la segunda esposa y decidió no divorciarse.

### Niños
Con su primera esposa, Hurmat Bibi, tuvo dos hijos:
1. Mirza Sultan Ahmad (1853-1931) (se convirtió en Ahmadi)
2. Mirza Fazal Ahmad (1855-1904) (murió a la edad de 49 años y no se convirtió en Ahmadi)

Con su segunda esposa, Nusrat Jahan Begum, tuvo diez hijos:
Cinco de ellos murieron jóvenes:
1. Ismat (1886-1891)
2. Bashir (1887-1888)
3. Shaukat (1891-1892)
4. Mubarik (1899-1907)
5. Amtul Naseer (1903-1903)

Cinco de ellos vivieron más tiempo:
1. Mirza Basheer-ud-Din Mahmood Ahmad (1889-1965)
2. Mirza Bashir Ahmad (1893-1963)
3. Mirza Sharif Ahmad (1895-1961)
4. (Nawab) Mubarika Begum (1897-1977)
5. Sahiba Amtul Hafeez Begum (1904-1987)

## Legado
Aunque Mirza Ghulam Ahmad despertó mucha oposición, en particular de los líderes musulmanes, debido a sus afirmaciones mesiánicas, la opinión sobre él no fue del todo negativa. Muchos destacados eruditos, teólogos y periodistas prominentes musulmanes que eran sus contemporáneos o que habían entrado en contacto con él, a pesar de diferir con él en cuestiones de creencia, habían elogiado su carácter personal y aclamado sus obras en la causa del islam y la forma de su argumentación contra los proclamadores de otras religiones. Las enseñanzas de que Jesús sobrevivió a la crucifixión, emigró hacia el este en busca de las tribus israelitas que se habían establecido allí y que murió de muerte natural en la tierra, según lo propuesto por Ghulam Ahmad, han sido una fuente de fricción continua con la iglesia cristiana ya que desafían las creencias fundamentales del cristianismo y anularían las doctrinas de expiación vicaria y resurrección, los dos principios principales del cristianismo. Los estudiosos e historiadores occidentales han reconocido este hecho como una de las características del legado de Ghulam Ahmad.
Ghulam Ahmad fue el primero en proponer un viaje "post-crucifixión" a la India para Jesús y los primeros, además de la gente local-para identificar el santuario Roza Bal en Cachemira como la tumba de Jesús. Estas ideas han sido ampliadas desde su muerte a la luz de los hallazgos posteriores, tanto por los ahmadíes como por individuos independientes del movimiento ahmadiyya. Sin embargo, las opiniones siguen siendo controvertidas, ya que algunos las rechazan mientras que otros las apoyan. La investigación antropológica tiende a corroborar un vínculo entre las tribus de Israel y los pueblos del sur y centro de Asia, específicamente la pashtún (etnia pastun) de Afganistán y personas de Cachemira - como sugiere Ghulam Ahmad en su libro Jesús en la India (y por otros) - mientras que los hallazgos de las pruebas genéticas parecen seguir siendo equívocos. La supervivencia de Jesús de la crucifixión y su muerte natural se han convertido en un elemento importante de la creencia Ahmadí y los Ahmadíes han publicado extensamente sobre este tema.
Varios estudiosos e intelectuales musulmanes modernos parecen conformarse con la idea de la Jihad como un esfuerzo religioso pacífico en lugar de "principalmente" (o incondicionalmente) una lucha militarista, de acuerdo con el punto de vista de Ghulam Ahmad sobre la cuestión. Además, algunos estudiosos islámicos han opinado que Jesús ha muerto (afirmación de Ghulam Ahmad) o han expresado su propia confusión al respecto, aunque la posición ortodoxa mayoritaria de la mayoría de los musulmanes con respecto a esta cuestión no ha cambiado.
Una de las principales fuentes de disputa durante su vida y que continúa desde entonces es el uso de Ghulam Ahmad de los términos nabi. ("profeta") y rasool (mensajero) al referirse a sí mismo. La mayoría de los musulmanes no musulmanes consideran que Mahoma es el último de los profetas y creen que el uso de estos términos por parte de Ghulam Ahmad es una violación del concepto de la Finalidad de la Profecía. Sus seguidores se dividen en dos facciones a este respecto. La Comunidad Ahmadía, que comprende con mucho la mayoría de los ahmadíes, cree que la condición profética de Ghulam Ahmad no infringe en modo alguno la finalidad de la profecía de Mahoma (a la que está totalmente subordinada y de la que es inseparable) y está de acuerdo con las profecías bíblicas relativas al advenimiento del Mesías en el islam. Este grupo está encabezado actualmente por el quinto califa o sucesor de Ghulam Ahmad, que lleva el título de Khalifatul Masih, una institución que se cree que se estableció poco después de su muerte. El Movimiento Lahore Ahmadiyya, que comprende una pequeña fracción de todos los ahmadíes y cree en una comprensión alegórica de estos términos con referencia a Ghulam Ahmad, se formó en 1914 cuando varios ahmadíes prominentes se separaron del cuerpo principal poco después de la elección de Mirza Basheer-ud-Din Mahmood Ahmad|Mirza Mahmud Ahmad como segundo califa. Este grupo es administrado por un grupo de personas llamado "Anjuman Ishaat-e-Islam" ("movimiento para la propagación del Islam"), encabezado por un Emir.
El movimiento iniciado por Ghulam Ahmad -que a menudo se considera que ha surgido como una respuesta religiosa islámica a la actividad misionera cristiana y Arya Samaj extendida en la India del siglo XIX, y que sus adherentes consideran que encarna el prometido renacimiento del islam en los últimos tiempos- ha crecido, desde su establecimiento, en fuerza organizativa y en su propio programa misionero bajo el liderazgo de su califato. Aunque se ha expandido a más de 200 países y territorios del mundo, con un número estimado de 10 a 20 millones, ha recibido una respuesta muy negativa (a menudo hostil) de la corriente principal de musulmanes que ven a Ghulam Ahmad como un falso mesías y sus enseñanzas como heréticas, en particular la enseñanza de que era un profeta.
Pakistán es el único estado que requiere específicamente que todo musulmán paquistaní denigre a Ghulam Ahmad como un impostor y a sus seguidores como no musulmanes al solicitar un pasaporte o una tarjeta de identificación nacional.